# Сёбла
Сёбла (Себла) — река в Ярославской и Тверской областях. Впадает в Рыбинское водохранилище.

## География
Длина реки 60 км, площадь водосборного бассейна 312 км². Протекает с юга на север по лесистой местности на Овинищенской возвышенности и в Мологской низине. Течение проходит в основном по Брейтовскому району Ярославской области, исток и низовья находятся в Краснохолмском и Весьегонском районах Тверской области соответственно. Впадает в Рыбинское водохранилище в восточной его части, на южном берегу в створе Мологского сужения. До образования водохранилища река являлась правым притоком Мологи.
Ход течения
Исток находится к северо-западу от деревни Новое Крюково. В 4-5 км ниже истока слева впадают первые притоки — ручьи Орефенский и Селецкий. После этого река течёт по Ярославской области по обжитой местности среди полей и деревень: сначала это урочища Дашкино и урочище Соловьево, где в реку впадает левый приток Верхняя Ветка, затем деревни Борисовка и Гришино, напротив которой слева впадает ручей Дубенка. Далее на берегах расположено скопление деревень Вертлюгово, Куфтырево, Косково, Филимоново, Киселево. Примерно в 2 км ниже Киселево слева впадает Котовка, за которой река протекает между деревнями Никольское и Барыгино. Ниже река протекает по лесу мимо деревни Подольское. Далее справа впадает Шипинка. Затем река протекает через сёла Сутка, Кривцово и Себельское, где реку пересекает автодорога Красный Холм — Брейтово. Ниже по реке проходит граница областей: на левом берегу стоят деревни Каменка, Новое (Тверская обл.), на правом берегу деревня Горинское (Ярославская обл.). Далее на левом берегу стоит Дюдиково, ниже которого русло реки фактически превратилось в залив водохранилища, на берегах здесь расположены деревни Огнишино, Беняково и Приворот.

## Притоки
(от устья, в скобках указана длина в км)
- лв: Мочалиха
- лв: Кульма
- 26 км пр: Шипинка (21)
- лв: Котовка
- 47 км лв: Дубенка (12)
- лв: Ветка
- лв: руч. Селецкий
- лв: руч. Орефенский

## Данные водного реестра
По данным государственного водного реестра России относится к Верхневолжскому бассейновому округу, водохозяйственный участок реки — Рыбинское водохранилище до Рыбинского гидроузла и впадающие в него реки, без рек Молога, Суда и Шексна от истока до Шекснинского гидроузла, речной подбассейн реки — реки бассейна Рыбинского водохранилища. Речной бассейн реки — (Верхняя) Волга до Куйбышевского водохранилища (без бассейна Оки).
Код объекта в государственном водном реестре — 08010200412110000004934.